# حلواني إخوان
حلواني إخوان شركة مساهمة سعودية، بدأت كمشروع عائلي لصنع الحلاوة على يد "الحاج محمد منير حلواني"، وفي عام 1952 تحول المشروع العائلي الخاص إلى شركة رسمية، وقد انضمامت شركة حلواني إخوان إلى مجموعة دلة البركة عام 1988، واستطاعت من إنشاء مصنع متكامل جديد في جمهورية مصر العربية. وبتاريخ الحادي والعشرين من يونيو عام 2008 تم ادراج الشركة في سوق الأسهم السعودية.

## التاريخ
تأسست شركة حلواني اخوان كشركة توصية بسيطة في عام 1371 هـ الموافق 1952م وتحولت عقب ذلك إلى شركة تضامنية بموجب السجل التجاري رقم 4030005702وتاريخ 11/4/1388هـ الموافق 07-07-1968م، وفي تاريخ 22-05-1409هـ الموافق 31-12-1998م تم دمج شركة محمد منير ومحمد عبد الحميد حلواني المحدودة في شركة حلواني اخوان التضامنية ليكونا معاً شركة دامجة واحدة، ومن ثم تم تحويل شركة حلواني اخوان إلى شركة ذات مسئولية محدودة ليكون اسم الشركة شركة حلواني اخوان المحدودة. حدد رأسمال شركة حلواني اخوان المحدودة بمبلغ 130 مليون ريال وقسم 13 الف حصة عينية متساوية القيمة بين الشركاء وهم: محمد منير عبد الحميد حلواني، محمد عبد الحميد محمود حلواني، هشام عبد الحميد محمود حلواني وقيمة كل حصة 10 الآف ريال. وقرر الشركاء في 22-08-1410هـ الموافق 21-03-1990م بيع 51% من مجموع حصص رأس مال الشركة إلى صالح عبدالله كامل، كما أشترى صالح كامل في تاريخ 07-07-1414هـ الموافق 20-12-1993م كامل حصص كلا من محمد منير عبد الحميد حلواني هشام عبد الحميد حلواني، قبل ان يقوم عقب ذلك ببيع حصته البالغة 80,4% إلى شركة دلة للإستثمار الصناعي وشركة عسير للتجارة والسياحة والصناعة. وفي تاريخ 25-06-1418هـ الموافق 26-10-1967م قامت شركة عسير للسياحة والتجارة والصناعة ببيع كامل حصصها إلى شركة دلة للإستثمار الصناعي وأصبحت الحصص موزعة بين شركة دلة للإستثمار الصناعي بنسبة 80,4% ومحمد عبد الحميد حلواني بنسبة 19,6%. ووفقاً لقرار وزير التجارة والصناعة رقم (264/ق) وتاريخ 22-10-1428هـ الموافق04-11-2007م تم تحويل شركة حلواني اخوان إلى شركة مساهمة وقبل الإكتتاب كان يبلغ رأسمالها 200 مليون ريال سعودي مقسم إلى 20 مليون سهم بقيمة اسمية قدرها 10 ريال/سهم وتم طرح 30% من أسهم الشركة للإكتتاب العام من خلال إصدار اسهم جديدة وبلغ رأسمال الشركة بعد الأكتتاب 285,714,300 ريال مقسمة إلى 28,571,430 سهم بقيمة اسمية 10 ريال/ سهم.

## نشاط الشركة
تقوم شركة حلواني اخوان بتصنيع المنتجات الغذائية المختلفة في المملكة العربية السعودية والتي تشمل صناعة وتوزيع الحلاوة الطحينية والطحينة والمعمول والمربيات ومنتجات اللحوم المصنعة (المبردة والمجمدة) والأجبان، وكذلك في مصر تقوم الشركة بتصنيع نفس المنتجات ماعد الأجبان وهي منافس قوي في مجمل منتجاتها وعروضها من العصائر والأطعمة المغلفة ومنتجات الألبان وخدمات الإعاشة. لدى الشركة 15 مصنع تقوم بإنتاج مختلف أنواع المنتجات الغذائية ومصنع للتنك وآخر للبلاستيك، وهو ما يساعد في تنويع مصادر دخل الشركة وهذا التنوع يمد الشركة بالقدرة على تعديل منتجاتها وتطوير منتجات مختلفة تتوائم مع أذواق العملاء ويضم نشاط الشركة الرئيسي تصنيع وتوزيع منتجات الشركة من المواد الغذائية التي تشمل المنتجات التالية: الطحينة، الحلاوة الطحينية، منتجات اللحوم، المعمول، المربيات، منتجات الألبان، العصائر، الحلويات، الملح والسكر، الأطعمة المغلفة، ومنتجات الإعاشة المعبأة الأخرى وتتركز المنتجات الرئيسية في الطحينة والحلاوة الطحينية والمعمول واللحوم والمربيات. تسوق الشركة منتجاتها عبر شبكة توزيع واسعة مملوكة من الشركة إلى مجموعة متنوعة من أشكال منافذ البيع المختلفة تشمل البقالات وأسواق الميني ماركت والسوبر ماركت. تسوق الشركة منتجاتها تحت العلامات التجارية: حلواني اخوان، النخلة، مختارات، توب توب، طازجة (Freshly)، صحتين، معمول، وسمسمة في المملكة ومصر وأسواق التصدير.

## التطورات
التطورات الرئيسية:
- 21 يونيو 2008 - بدء الاكتتاب في 8.57 مليون سهم طرحتها الشركة للاكتتاب العام بقيمة 20 ريال للسهم الواحد منها 10 ريال علاوة إصدار.
- 16 يوليو 2008 - ادراج وبدء تداول أسهم الشركة في السوق السعودي.

## الجودة
- ISO 9001 منذ عام 2009م.
- HACCP شهادة نظام إدارة سلامة الاغذية منذ عام 2012م.

## الشركات التابعة
| اسم الشركة التابعة | نسبة الملكية | النشاط الرئيسي    | مكان العمليات       | مكان التأسيس        |
| ------------------ | ------------ | ----------------- | ------------------- | ------------------- |
| شركة حلواني اخوان  | 100.00%      | الصناعات الغذائية | جمهورية مصر العربية | جمهورية مصر العربية |

## البيانات
| تاريخ التأسيس | تاريخ الادراج | الرمز الدولي | نهاية السنة المالية | مراجعي الحسابات                     |
| ------------- | ------------- | ------------ | ------------------- | ----------------------------------- |
| 1968-07-08    | 2008-07-16    | SA1230A2TOH3 | 12/31               | شركة الدكتور محمد العمري وشركاه BDO |

## ملف الأسهم
| رأس المال المصرح به (ريال سعودي) | عدد الأسهم المصدرة | رأس المال المدفوع (ريال سعودي) | القيمة الاسمية للسهم | القيمة المدفوعة للسهم |
| -------------------------------- | ------------------ | ------------------------------ | -------------------- | --------------------- |
| 353,571,450                      | 35,357,145         | 353,571,450                    | 10                   | 10                    |

تغيرات في راس المال
| تاريخ اعلان التوصية | نوع الإصدار | تاريخ الاستحقاق | رأس المال الجديد | رأس المال السابق | الفرق التراكمي | ملاحظات |
| ------------------- | ----------- | --------------- | ---------------- | ---------------- | -------------- | ------- |
| 2020-12-28          | منحة اسهم   | 2021-04-28      | 353,571,450      | 314,285,730      | + 69,857,150   |         |
| 2019-03-24          | منحة اسهم   | 2019-08-05      | 314,285,730      | 285,714,300      | + 28,571,430   |         |

## المساهمون الكبار
كما في 16-01-2022م
| البند | الإسم                                 | اجمالي نسبة التملك(%) | ملاحظات |
| ----- | ------------------------------------- | --------------------- | ------- |
| 1     | شركة سناد القابضة                     | 55.5                  |         |
| 2     | محمد عبد الحميد محمود حلواني          | 6.99                  |         |
| 3     | شركة محمد عبد الحميد حلواني للاستثمار | 5.73                  |         |

## وصلات خارجية
- الموقع الرسمي لشركة حلواني إخوان